# Terror and Hubris
Terror And Hubris es el primer DVD del grupo Metal Lamb of God. Fue realizado en junio del 2003. Fue editado por Anderson Bradshaw y Doug Spangenberg de "High Roller Studios".

## Lista De Temas
1.-Intro 
2.-"How They Met". Entrevista 
3.-In the Absence of the Sacred 
4.-The Blair Shit Project 
5.-The Subtle Arts of Murder and Persuasion 
6.-"The Writing Process" 
7.-Ruff Buffet 
8.-"Hellfest" Entrevista
9.-Pariah 
10.-Detrás de la escena de "Ruin" 
11.-Ruin 
12.-Entrevista final

## Extras
1.-Comentario de la Banda
2.-Ruin (Video) 
3.-Black Label (Video) 
4.-Comercial Zapatillas DC
5.-Ganador del concurso para video Pariah 
6.-The Subtle Arts of Murder and Persuasion (En Vivo) 
7.-In the Absence of the Sacred (En Vivo) 
8.-Pariah (En Vivo) 
9.-Ruin (En Vivo) 

## Integrantes
- Randy Blythe - Vocalista

- Willie Adler - Guitarra

- Mark Morton - Guitarra

- John Campbell - Bajo

- Chris Adler - Batería

- Datos: Q1152422